# ترافيس (شمبانزي)
ترافيس (21 أكتوبر 1995 - 16 فبراير 2009)  كان ذكر شمبانزي ظهر في العديد من البرامج التلفزيونية والإعلانات التجارية، بصفته ممثلًا، بما في ذلك إعلانات لشركة بيبسي،  وكذلك في البرامج التلفزيونية بما في ذلك عرض موري بوفيتش وعرض الرجل, على الرغم من وجود خلاف حول أن ترافيس هو نفس الشمبانزي الذي ظهر في هذه البرامج. في 16 فبراير 2009، هاجم ترافيس واعتدي على صديقة مالكته في ستامفورد، كونيتيكت،  مما أدى إلى إصابتها بالعمى وتقطيع عدة أجزاء من جسدها وتمزيق وجهها، قبل أن يطلق عليه ضابط الشرطة النار ويُقتل.

## التنشئة
ولد ترافيس لأبوين سوزي وكوكو، اللذين تم استيرادهما من أفريقيا إلى الولايات المتحدة في وقت ما في السبعينيات. ولد بالقرب من فيستوس بولاية ميسوري في 21 أكتوبر 1995، في مجمع مايك وكوني براون كيسي، المسمى حاليًا محمية ميسوري للشمبانزي. وفي حادثة منفصلة، قُتلت سوزي بالرصاص بعد هروبها في عام 2001. اشترت ساندرا وجيروم هيرولد ترافيس مقابل 50 ألف دولار من أحد المربيين بعد أن أُخذ من والدته عندما كان عمره ثلاثة أيام. أطلقوا على الشمبانزي اسم المغني المفضل لدى ساندرا، ترافيس تريت. قام الزوجان هيرولد بتربية ترافيس في منزلهم في طريق روك ريمون في قسم شمال ستامفورد في ستامفورد، كونيتيكت. كان ترافيس الرفيق الدائم لعائلة هيرولد وكان يرافقهم في كثير من الأحيان إلى العمل وفي رحلات التسوق في المدينة. يمتلك الزوجان شركة سحب، وكان ترافيس يلتقط الصور في المتجر ويركب مع شاحنة السحب، وحزام الأمان الخاص به مربوط وهو يرتدي قميص بيسبول. أصبح ترافيس معروفًا جيدًا في المدينة وكان معروفًا بتحية ضباط الشرطة عند سحب السيارات.
بعد أن نشأ بين الناس، كان ترافيس اجتماعيًا مع البشر منذ ولادته. قال أحد الجيران إنه كان يلعب ويتصارع مع ترافيس. وأضاف الجار أن الحيوان كان يعرف دائمًا متى يتوقف وكان يولي اهتمامًا وثيقًا لصاحبه. قال الجار بعد أن قام ترافيس بضرب ناش: "لقد استمع بشكل أفضل من أبناء أخي ... أنا فقط لا أعرف لماذا يفعل ذلك." 
يستطيع ترافيس فتح الأبواب باستخدام المفاتيح، وارتداء ملابسه، وسقي النباتات، وإطعام خيول أصحابه التبن، وتناول الطعام على طاولة مع بقية أفراد العائلة، وشرب النبيذ من كأس زجاجي؛ لقد كان مغرمًا جدًا بالآيس كريم لدرجة أنه تعلم جداول مرور شاحنات الآيس كريم. قام بتسجيل الدخول إلى الكمبيوتر لمشاهدة الصور، وشاهد التلفاز باستخدام جهاز التحكم عن بعد، وقام بتنظيف أسنانه. لقد استمتع بمشاهدة كرة القاعدة على شاشة التلفزيون. كما قاد ترافيس سيارة في عدة مناسبات.
توفي طفل ساندرا الوحيد في حادث سيارة عام 2000، وتوفي جيروم بسبب السرطان عام 2004؛ ونتيجة لذلك، اعتبرت ساندرا هيرولد ترافيس بمثابة الابن البديل تقريبًا ودللته. نامت ساندرا واستحممت مع ترافيس، وقالت بعد وفاته: "أنا خاوية الآن. كان ينام معي كل ليلة. حتى تأكل مع شمبانزي وتستحم مع شمبانزي، فأنت لا تعرف الشمبانزي".

## الحوادث

### حادثة 2003
في أكتوبر 2003، هرب ترافيس من سيارة هيرولد وأوقف حركة المرور عند تقاطع مزدحم. كان طليقًا لعدة ساعات. بدأ الحادث بعد أن ألقى أحد المشاة زجاجة صودا فارغة على السيارة التي مرت عبر نافذة مفتوحة جزئيًا وصدمت ترافيس أثناء توقفهم عند إشارة المرور. صُدم ترافيس، وفك حزام الأمان، وفتح باب السيارة، وطارد الرجل، لكنه أخطأه. عندما وصلت الشرطة، استدرجوا الشمبانزي إلى السيارة عدة مرات، فقط ليخرج ترافيس من باب آخر ويطارد الضباط أحيانًا حول السيارة. أدت حادثة عام 2003 إلى إقرار قانون ولاية كونيتيكت الذي يحظر على الناس الاحتفاظ بالقرود التي يزيد وزنها عن 50 رطل (23 كـغ) كحيوانات أليفة ومطالبة أصحاب الحيوانات الأليفة الغريبة بالتقدم للحصول على تصاريح. دخل القانون الجديد حيز التنفيذ في عام 2009، وحتى وفاة ترافيس في نفس العام، لم يتقدم أحد في الولاية بطلب لتبني شمبانزي. لم تقم إدارة حماية البيئة في ولاية كونيتيكت بتطبيق القانون على عائلة هيرولد لأنهم كانوا يمتلكون ترافيس الذي يزن 200-رطل (91 كـغ) لفترة طويلة، ولم تعتقد إدارة الحماية البيئية أن ترافيس يشكل خطرًا على السلامة العامة.

### هجوم 2009
في 16 فبراير 2009 حوالي الساعة 3:40 مساءً، هاجم ترافيس صديقة ساندرا هيرولد، تشارلا ناش، البالغة من العمر 55 عامًا، مما أدى إلى إصابتها بجروح خطيرة في وجهها وأطرافها. كان ترافيس قد غادر المنزل ومعه مفاتيح سيارة ساندرا هيرولد، وجاءت ناش للمساعدة في إعادة الشمبانزي إلى المنزل؛ عند رؤية ناش تحمل إحدى ألعابه المفضلة، ثار ترافيس في حالة من الغضب وهاجمها. كان ترافيس على دراية بناش، التي كانت تعمل أيضًا في شركة القطر التابعة لشركة هيرولد، على الرغم من أن ناش كان لديها تسريحة شعر مختلفة وتقود سيارة مختلفة وقت الهجوم، الأمر الذي ربما أربكه وأزعجه. قبل الهجوم أعطي ترافيس زاناكس لعلاج مرض لايم. حاولت ساندرا إيقاف ترافيس بضربه على رأسه بمجرفة وطعنه في ظهره بسكين جزار.
قالت ساندرا لاحقًا: "بالنسبة لي، القيام بشيء كهذا، وضع سكين فيه، كان بمثابة وضع سكين في نفسي". قالت: استدار الشمبانزي وكأنه يقول: "يا أمي، ماذا فعلتِ؟"  وازداد غضب الحيوان. اعتقدت ساندرا، في هذه المرحلة، أن ناش قد ماتت، ثم هرعت إلى سيارتها، وأغلقت على نفسها بالداخل واتصلت بالطوارئ . يمكن سماع صرخات ترافيس في الخلفية في بداية الشريط بينما تناشد ساندرا الشرطة، التي اعتقدت في البداية أن المكالمة مجرد خدعة حتى قالت: "إنه يأكلها!"  انتظرت خدمات الطوارئ الطبية الشرطة قبل الاقتراب من المنزل. عندما وصلوا، توجه ترافيس نحو سيارة الشرطة، وحاول فتح باب الركاب المقفل، وحطم مرآة جانبية. ثم ذهب إلى باب السائق وفتحه، وعندها أطلق عليه الضابط فرانك شيافاري النار أربع مرات بمسدسه. انسحب ترافيس إلى المنزل حيث وُجد ميتًا بجوار قفصه.

## بعد الحادثة
ووصف طاقم الطوارئ إصابات ناش بأنها "مروعة". وفي غضون الـ 72 ساعة التالية، خضعت ناش لعملية جراحية لأكثر من سبع ساعات في وجهها ويديها على يد أربعة فرق من الجراحين. قدم المستشفى المشورة لموظفيه الذين عالجوها في البداية بسبب الطبيعة غير العادية لجروح ناش. لاحظ المسعفون أنها فقدت 9 أصابع وأنف وعينين وشفتين وبنية عظام منتصف الوجه وتعرضت لإصابات كبيرة في أنسجة المخ. أزال الأطباء شعر الشمبانزي والأسنان التي تم زرعها في عظامها وأعادوا ربط فكها، لكنهم أعلنوا في 7 أبريل 2009 أن ناش ستظل عمياء مدى الحياة. جعلتها إصاباتها مرشحة محتملة لعملية زرع وجه تجريبية. بعد العلاج الأولي في مستشفى ستامفورد، تم نقل ناش إلى كليفلاند كلينيك. أنشأت عائلتها صندوقًا استئمانيًا لجمع الأموال لدفع فواتيرها الطبية ودعم ابنتها. كشفت ناش عن وجهها التالف أمام الجمهور لأول مرة في برنامج أوبرا وينفري في 11 نوفمبر 2009. ولم تكن تعاني في ذلك الوقت من ألم جسدي من جراء الهجوم، وقال أفراد عائلتها إنها تأمل في مغادرة كليفلاند كلينك قريبًا. ظهرت صور على الإنترنت تظهر وجه ناش قبل الهجوم وبعده.
وفقًا للإجراءات القياسية، تم نقل رأس ترافيس إلى مختبر الولاية لإجراء اختبار داء الكلب، وتم نقل الجثة إلى جامعة كونيتيكت لتشريحها. كان اختبار الرأس سلبيًا لداء الكلب،  ولكن بقي زاناكس (ألبرازولام) في نظامه. أكدت نتائج التشريح في مايو 2009 أن الشمبانزي كان يعاني من زيادة الوزن وتعرض للطعن. تم حرق الرفات في ستامفورد في 25 فبراير 2009  أكدت تقارير علم السموم تصريح ساندرا بأنها أعطت ترافيس زاناكس في يوم الهجوم، الأمر الذي كان من الممكن أن يؤدي إلى تفاقم عدوانيته. زاناكس هو دواء قوي مضاد للقلق قصير المفعول يمكن أن يسبب عدم التثبيط والارتباك وأحيانًا ردود فعل متناقضة من الهلوسة والعدوان والغضب والهوس لدى البشر.
بعد فترة وجيزة من الهجوم، تقدمت امرأة كانت تعيش في نفس المنطقة التي يعيش فيها هيرولد بمعلومات مفادها أن الشمبانزي قد عض يدها في عام 1996 وحاول سحبها إلى السيارة أثناء استقباله. وزعمت أنها تقدمت بشكوى إلى عائلة هيرولد والشرطة، الذين ذكروا أنه ليس لديهم سجل بأي شكوى من هذا القبيل. بعد ذلك، زُعم أن أعضاء بيتا قاموا بمضايقة هيرولد، على الرغم من أن المنظمة ذكرت أنه ليس لها أي تورط رسمي.
في 24 مايو 2010، بعد 15 شهرًا من الهجوم، توفيت ساندرا هيرولد فجأة بسبب تمزق تمدد الأوعية الدموية الأبهري عن عمر يناهز 72 عامًا. أصدر محاميها، روبرت جولجر، البيان التالي: "لقد عانت السيدة هيرولد من سلسلة من الخسائر المفجعة على مدى السنوات العديدة الماضية، بدءاً بوفاة ابنتها الأولى والوحيدة التي قُتلت في حادث سيارة، ثم زوجها، ثم الشمبانزي المحبوب ترافيس، بالإضافة إلى التشويه المأساوي لصديقتها والموظفة تشارلا ناش. في النهاية، لم يعد قلبها، الذي تحطم مرات عديدة من قبل، قادرًا على تحمل المزيد".
في 28 مايو 2011،  خضعت ناش لعملية زرع الأعضاء التي أجراها فريق بقيادة بوهدان بوماهاتش في مستشفى بريغهام والنساء، حيث تلقت الوجه واليدين المتبرع بهما. كانت عملية زرع اليدين ناجحة في البداية، ولكن لأن ناش أصيبت بالتهاب رئوي بعد ذلك بوقت قصير، اضطر الأطباء إلى إزالة يديها المزروعتين حديثًا بعد 5 أيام من عملية الزرع بسبب العدوى وضعف الدورة الدموية الناتجة.

### دعاوى قضائية
في مارس 2009، رفع محامي عائلة تشارلا ناش دعوى قضائية بقيمة 50 مليون دولار ضد ساندرا هيرولد. في 6 مايو، قام أحد قضاة ستامفورد بتجميد أصول هيرولد بقيمة 10 ملايين دولار أمريكي. ومن بين المتهمين المحتملين الآخرين إدارة الحماية البيئية، ومدينة ستامفورد، والطبيب البيطري الذي وصف دواء زاناكس. وزعم الدفاع أن الشمبانزي لم يكن لديه أي سلوك عنيف قبل الهجوم، وأن التهمتين من هجمات 1996 و1998 لم تكن صحيحة لأن الشمبانزي لم يكن لديه أسنان في أي من الوقتين. في نوفمبر 2012، توصلت ناش إلى تسوية مع ملكية هيرولد وحصلت على ما يقرب من 4 ملايين دولار.
حاولت ناش رفع دعوى قضائية ضد ولاية كونيتيكت في عام 2013 ولكن تم رفض طلبها. وأكدت أن المسؤولين كانوا يعرفون أن الحيوان خطير لكنهم لم يفعلوا شيئًا حيال ذلك. تم رفض طلب ناش لرفع دعوى قضائية على أساس أنه في وقت الهجوم، لم يكن هناك قانون يحظر الملكية الخاصة للشمبانزي. في يوليو 2013، بدأ محامو ناش جهودهم لاستئناف قرار المحكمة.

### في وسائل الإعلام
انتشرت التقارير الإخبارية عن الحادث حتى الصين. أثار الهجوم، المشابه لهجوم آخر على الشمبانزي قبل أربع سنوات في كاليفورنيا،  نقاشًا حول منطق الاحتفاظ بهذه الحيوانات الغريبة كحيوانات أليفة من قبل مصادر مثل مجلة تايم وعلماء الرئيسيات جين جودل وفرانس دي فال.
وتلقت ممثلة تلفزيون الواقع كيم كارداشيان انتقادات لنشرها صورا لعائلتها مع شمبانزي يبلغ من العمر ثلاث سنوات على مدونتها بعد أيام فقط من الهجوم. تم استئجار الشمبانزي لبرنامجها التلفزيوني مواكبة عائلة كارداشيان. واعتذرت كارداشيان وقالت: "أدرك أن توقيتي لم يكن مناسبًا، ولم يكن حساسًا من قبلي. ما حدث للمرأة التي هاجمها الشمبانزي كان مدمرا. ولم أقصد بأي حال من الأحوال إهانة أي شخص أو الإساءة إليه بنشر هذه الصور. " 
تم استخدام هروب ترافيس والهجوم اللاحق على شارلا ناش كجزء من حلقة "الشمبانزي" من السلسلة الوثائقية كوكب الحيوان 2010-2011: عوامل الجذب القاتلة. تم استخدام الصوت من مكالمة الطوارئ الأصلية وحركة المرور اللاسلكية من إطلاق الشرطة النار على ترافيس، وعواقب المطاردة في الحلقة.
تم تصوير هجوم مشابه للحادثة في فيلم لا،  حيث يُذهل الشمبانزي في موقع التصوير ويهاجم النجوم المشاركين من البشر. تظهر فتاة صغيرة هاجمها الشمبانزي في الفيلم بعد سنوات وهي ترتدي غطاء شبكي على وجهها مشابه لذلك الذي ترتديه ناش.

### التأثير على التشريعات
أشار المدعي العام لولاية كونيتيكت ريتشارد بلومنتال إلى أن الخلل في قانون ولاية كونيتيكت الحالي لعام 2004 الذي يحظر الشمبانزي بحجم ترافيس، والذي كان في حد ذاته نتيجة لحادثة عام 2003، سمح بحدوث الهجوم. أوضح متحدث باسم إدارة حماية البيئة في ولاية كونيتيكت أن ترافيس معفى لأنه لا يبدو أنه يمثل خطراً على الصحة العامة وكان مملوكًا قبل بدء متطلبات التسجيل. أرسل بلومنتال بعد ذلك رسائل إلى القادة التشريعيين ومفوض إدارة الحماية البيئية، يطلب منهم دعم مقترح قانون يحظر الاحتفاظ بجميع الحيوانات الغريبة التي يحتمل أن تكون خطرة، مثل الشمبانزي والتماسيح والثعابين السامة، في بيئة سكنية في ولاية كونيتيكت. وكانت إدارة الحماية البيئية تسعى إلى إصدار قانون مماثل يحظر القرود الكبيرة، وبعد الحادث، أعلنت أنها طلبت مساعدة الجمهور وضباط الشرطة وضباط مراقبة الحيوانات لإبلاغ الوكالة عن مثل هذه الحيوانات الأليفة. كما أيدت هيئة تحرير صحيفة المحامي في ستامفورد حظر حيازة جميع الطيور والزواحف الغريبة.
قدم الممثل الأمريكي إيرل بلوميناور من ولاية أوريغون، قانون سلامة الرئيسيات الأسيرة الذي تم تقديمه في 6 يناير 2009، والذي كان سيضيف القرود والقردة العليا والليمور إلى قائمة "أنواع الحياة البرية المحظورة" التي لا يمكن بيعها أو شراؤها عبر الولايات والخارج. أدى الهجوم إلى انضمام جمعية الرفق بالحيوان في الولايات المتحدة إلى جمعية المحافظة على الحياة البرية في دعم القانون. أدى هجوم ترافيس إلى إعادة تقديم مشروع القانون من قبل الراعي المشارك، النائب مارك كيرك، في 23 فبراير 2009. عارض النائب روب بيشوب مشروع القانون خلال المناقشة، مشيرًا إلى أنه سيكلف 4 ملايين دولار سنويًا ولن يفعل شيئًا مباشرًا لمنع هجمات الشمبانزي على البشر. كما ادعى أن مثل هذه الهجمات نادرة نسبيًا. لدى عشرين ولاية ومقاطعة كولومبيا بالفعل قوانين تحظر استخدام الرئيسيات كحيوانات أليفة. في 23 فبراير 2009، صوت مجلس النواب بأغلبية 323 صوتًا مقابل 95 لصالح مشروع القانون،  وأيدت مجالس التحرير في العديد من الصحف الكبرى، بما في ذلك نيويورك تايمز ونيوزداي، إقراره. ولم تتم الموافقة على مشروع القانون من قبل مجلس الشيوخ الأمريكي.
لم يتمكن فرانك شيافاري – ضابط الشرطة الذي أطلق النار على ترافيس وقتله – في البداية من الحصول على العلاج للاكتئاب والقلق بعد الحادث. وأدى ذلك إلى اقتراح تشريع في عام 2010 من شأنه أن يغطي تعويض ضابط الشرطة عن الإعاقة العقلية أو العاطفية بعد استخدام القوة المميتة المبررة لقتل حيوان.

## روابط خارجية
- هارتفورد كورانت[وصلة مكسورة]، معرض صور صغير في موقع ويب يُظهر هيرولد وترافيس وناش